# Saint-Gabriel-Brécy
Saint-Gabriel-Brécy é uma ex-comuna francesa na região administrativa da Normandia, no departamento de Calvados. Estendeu-se por uma área de 7,5 km². Em 2010 a comuna tinha 301 habitantes (densidade: 40,1 hab./km²).
Em 1 de janeiro de 2017 foi fundida com as comunas de Creully e Villiers-le-Sec para a criação da nova comuna de Creully sur Seulles.